# انگشتان سبز
انگشتان سبز (به انگلیسی: Greenfingers) فیلمی محصول سال ۲۰۰۱ و به کارگردانی جوئل هرشمن است. در این فیلم بازیگرانی همچون کلایو اوون، هلن میرن، دیوید کلی، ناتاشا لیتل، وارن کلارک، دانی دایر، آدام فوگرتی، پترسون جوزف و لوسی پانچ ایفای نقش کرده‌اند.